# Jim Verraros
Jim Conrad Verraros (* 8. Februar 1983 in Crystal Lake, Illinois) ist ein US-amerikanischer Sänger und Schauspieler. Einer breiteren Öffentlichkeit wurde er bekannt, seitdem er bei der ersten Staffel der amerikanischen TV-Show American Idol zu den zehn Finalisten zählte.

## Leben
Jim Verraros beherrscht als Kind tauber Eltern fließend die Zeichensprache. Jim Verraros hat väterlicherseits griechische und mütterlicherseits deutsche, irische, französische, holländische und englische Vorfahren.
Laut eigener Aussage ist er ein Fan der Chicago Cubs, Chicago Bears, Chicago Blackhawks und der Chicago Bulls.
Als erster offen homosexueller Wettbewerber der amerikanischen TV-Show American Idol wurde Verraros schnell zu einem Liebling der amerikanischen Homo-Presse. Hintergrund ist eine Kontroverse mit der Fox Broadcasting Company im Sommer 2002, die ihn zwang, homosexuellen-freundliche Kommentare von seiner Homepage, die von American Idol gesponsert wurde, zu entfernen.

## Karriere
Verraros erstes Album Rollercoaster (2005) enthielt einige Dance Floor Hits, inklusive des Top 25 Billboard Hot Club/Dance Chart Hit „You turn it on“. „I want you“ und „You’re Getting Crazy“ waren beide in den Top 30 der Hot Dance Music/Club Party Charts. Das Album wurde produziert und mitgeschrieben von dem Sänger und Liedtexter Gabe Lopez. Zusätzlich enthielt es vier Stücke, die von der American Idol-Finalistin Angela Peel mitgeschrieben wurden.
Als Schauspieler war Verraros als Hauptfigur in der im Jahre 2004 erschienenen schwulen Komödie Eating Out von Q. Allan Brocka zu sehen. Ebenso spielte er in der Fortsetzung Eating Out 2 eine Hauptrolle.